# Dover Castle
Dover Castle is een middeleeuws kasteel in Dover in het Engelse graafschap Kent. Dover Castle is het grootste kasteel in Engeland. Het kasteel werd gebouwd in de 12e eeuw en werd omschreven als "de sleutel naar Engeland" vanwege het strategisch belang van het kasteel door de eeuwen heen.
Dover Castle heeft monumentstatus. Als historisch gebouw van nationaal en archeologisch belang wordt het beschermd tegen niet-geautoriseerde wijzigingen. Het kasteel, de tunnels en het omringende landschap worden beheerd door English Heritage en de plaats is een belangrijke toeristische trekpleister. De tunnels zijn onderwerp van veel studie geweest en vormen een belangrijk onderdeel van de geschiedenis van Engeland.
In het kasteel bevindt zich het Princess of Wales's Royal Regiment Museum.

## Geschiedenis

### Vroegste tijd
Waarschijnlijk stonden er op deze plaats in de ijzertijd, maar misschien ook al eerder, fortificaties, aldus daterend van voor de Romeinse invasie van Engeland. Men neemt dit aan omdat de fundering van het kasteel anders is dan normaal gesproken aangetroffen wordt bij middeleeuwse kastelen; tijdens opgravingen zijn resten gevonden van ijzertijdbewoning in de nabijheid van het kasteel, maar of er een directe relatie was is onduidelijk gebleven. Bij andere opgravingen op de heuvel waarop de kerk en de pharos waren gebouwd vond men bewijzen van bronstijdbewoning. Op deze plaats stond ooit een van de twee vuurtorens; een daarvan bestaat tegenwoordig nog steeds en de resten van de andere bevinden zich op de Western Heights, aan de andere kant van Dover. Op deze plaats is een klassieke zogenaamde "bivakplaats" te vinden, waar de Normandiërs aan wal gingen.

### Saksische en vroeg-Romaanse tijd
Na de slag bij Hastings (oktober 1066) marcheerden Willem de Veroveraar en zijn troepen naar Westminster Abbey, waar Willem de Veroveraar gekroond zou worden. De tocht voerde hen via Old Romney, Dover, Canterbury, Surrey en Berkshire. Vanaf de stichting van de Cinque Ports (1050) was Dover al een belangrijk lid daarvan geweest; dit zou de aandacht van Willem de Veroveraar getrokken hebben; hij gaf Kent de eretitel Invicta. William van Portiers schreef over de veroveringstocht in zijn Willelmi ducis Normannorum et regis Anglorum: "Hij marcheerde vervolgens naar Dover, waarvan bekend was dat het door een grote legermacht bewaakt werd. De bewoners echter hadden geen vertrouwen hierin en wilden direct capituleren. De Normandiërs, die geld wilden hebben, stichtten vuur in het kasteel en een groot deel ging in vlammen op. William betaalde vervolgens voor reparaties en nadat hij bezit van het kasteel had genomen werd er acht dagen besteed aan het bouwen van nieuwe fortificaties. Het kasteel was in het begin geheel uit klei opgebouwd en stortte in; de klei werd vervolgens gebruikt voor de bouw van kamers op de begane grond." Het is mogelijk dat de reparaties en verbeteringen werden gedaan aan een reeds bestaand Angelsaksisch fort of burcht, dat bij de Angelsaksische kerk van St Mary de Castro stond, hoewel de resultaten van archeologische opgravingen eerder lijken te wijzen in de richting van een geheel nieuw gebouwd mottekasteel.

### De tijd van Hendrik de Tweede
Tijdens de regeringsperiode van Hendrik II van Engeland kreeg het kasteel zijn uiteindelijk vorm. De belangrijkste muren en de grote entreepoort zijn in deze tijd gebouwd. Maurice de Engineer was een van de ontwerpers. Zijn ontwerp was een der laatste rechthoekige donjons. In 1216 nodigde een groep rebelse edelen Lodewijk de Dertiende uit om de Engelse kroon over te nemen. Hij slaagde er echter niet in het kasteel in te nemen.
De kwetsbare noordelijke poort werd omgebouwd in een ondergronds gangencomplex (verbonden met onder meer St. John's Tower) en er werden nieuwe poorten gebouwd in de buitenste muur, bij de westelijke en oostelijke kanten. Tijdens deze werkzaamheden maakten Engelse soldaten tunnels naar buiten en vielen de Fransen aan. Restanten hiervan zijn nog steeds zichtbaar. Tijdens de periode van de Tudors werden er kanonnen op de verdedigingswerken geplaatst. Hendrik VIII bracht een persoonlijk bezoek aan het kasteel om deze werken in ogenschouw te nemen. Tijdens de Engelse Burgeroorlog werd het kasteel gebruikt door de koning maar viel in andere handen door een politieke list, zonder dat er een schot gevuurd hoefde te worden, in 1642.

### Napoleontische tijd en later
Aan het einde van de 18de eeuw, tijdens de napoleontische oorlogen, werd het kasteel geheel gemoderniseerd. William Twiss, leidend ingenieur van het Southern District, voegde diverse onderdelen toe aan het kasteel en zorgde ervoor dat er meer plaats kwam voor onder meer kanonnen. Hij bouwde ook de Canon's Gateway, zodat er een verbinding kwam tussen de defensieve troepen op het kasteel en in de stad. Toen Dover een garnizoensstad werd werd het noodzakelijk barakken en opslagplaatsen voor de troepen te bouwen. Twiss maakte een ontwerp voor een barakkencomplex, dat ongeveer 15 meter in de klippen ingebouwd was; de eerste troepen namen aldaar hun intrede in 1803. Tijdens de Napoleontische oorlogen huisden de tunnels van het barakkencomplex soms meer dan 2.000 man en tot op de dag van vandaag is dit het grootste ondergrondse barakkencomplex ooit gebouwd. Aan het einde van de Napoleontische oorlogen werd het complex deels omgevormd en gebruikt door de kustwacht om het smokkelen tegen te gaan. In 1826 werden de tunnels verlaten en pas een eeuw later weer in gebruik genomen.
Toen de Tweede Wereldoorlog in 1939 uitbrak werden de tunnels omgevormd tot schuilplaatsen en later gebruikt als militair commandocentrum en ondergronds ziekenhuis. In mei 1940 gaf admiraal Bertram Ramsay bevel tot de evacuatie van Franse en Engelse soldaten uit Duinkerke (onder de codenaam Operatie Dynamo) vanuit zijn hoofdkwartier in de tunnels. In 1941 werd er een telefoonverbinding aangelegd. Deze verbinding was bij voortduring in gebruik en er moest een nieuwe tunnel gegraven worden voor alle toebehoren. De marine maakte er gebruik van om met de schepen te communiceren en om te helpen bij het oppikken van neergeschoten piloten uit de Straat van Dover. Nog weer later tijdens de Tweede Wereldoorlog werd het plan bedacht de tunnels te gebruiken voor de huisvesting van leden van het parlement, in geval er een nucleaire aanval plaats zou vinden, maar dit plan was niet houdbaar omdat de kalk van de kliffen niet genoeg bescherming zou bieden tegen de straling. In 2000 werd er een standbeeld van admiraal Ramsay buiten de tunnels geplaatst als eerbetoon voor diens werk tijdens de oorlog.

## Afbeeldingen

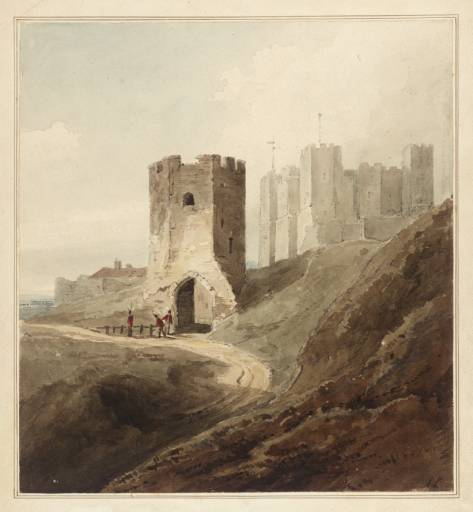
Ongedateerde schets, gemaakt door Amelia Long
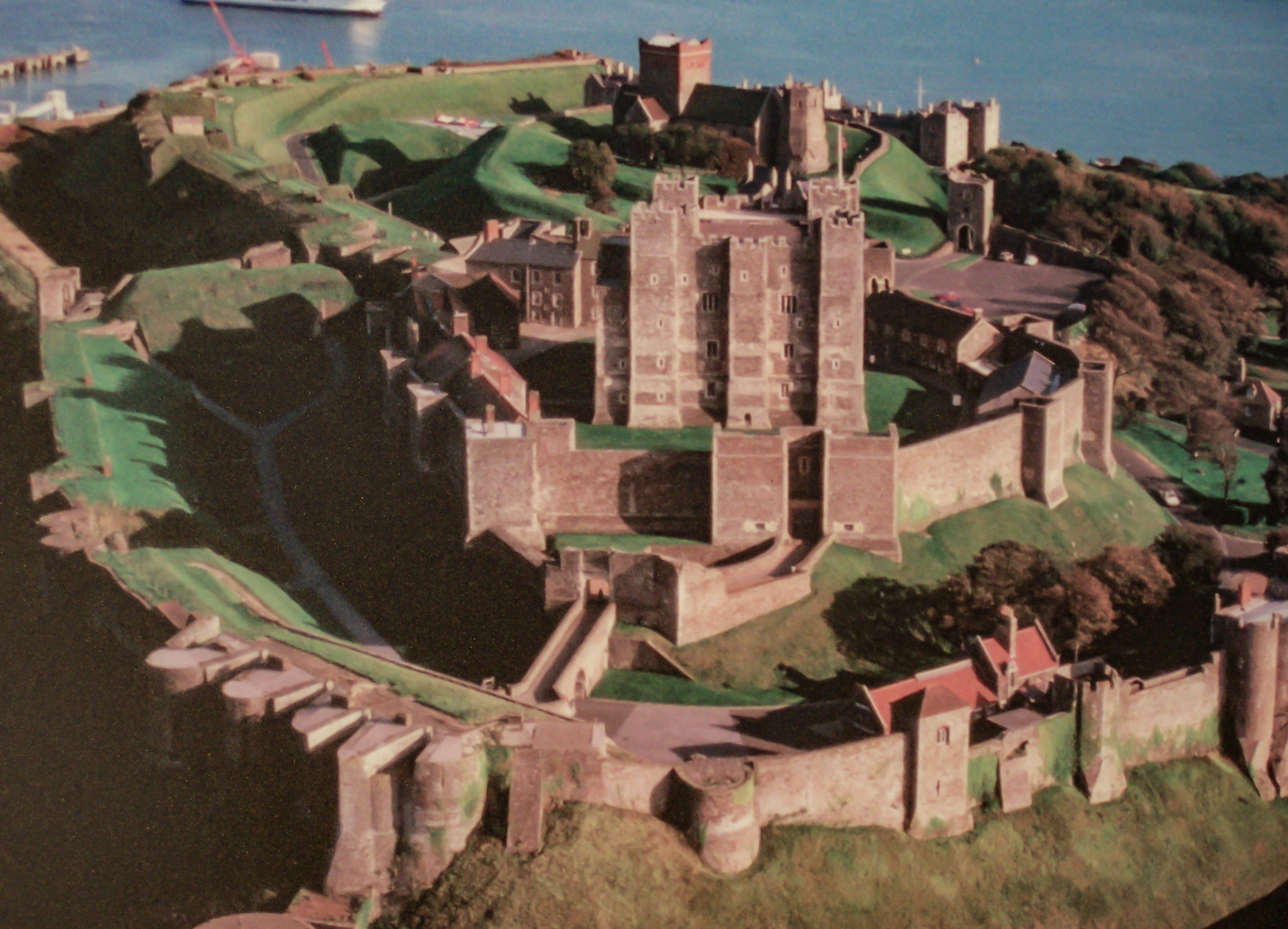
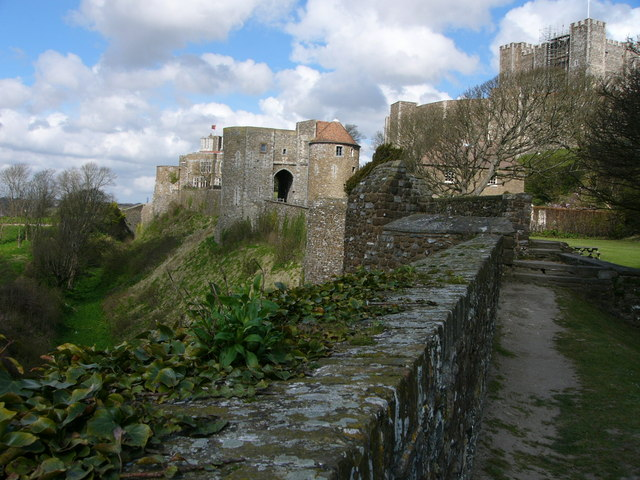
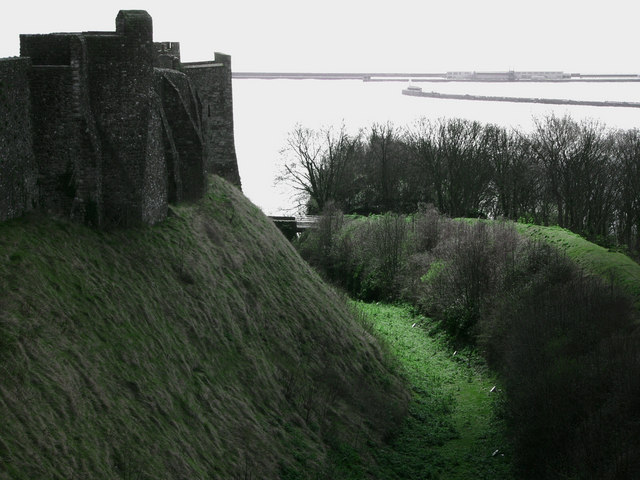
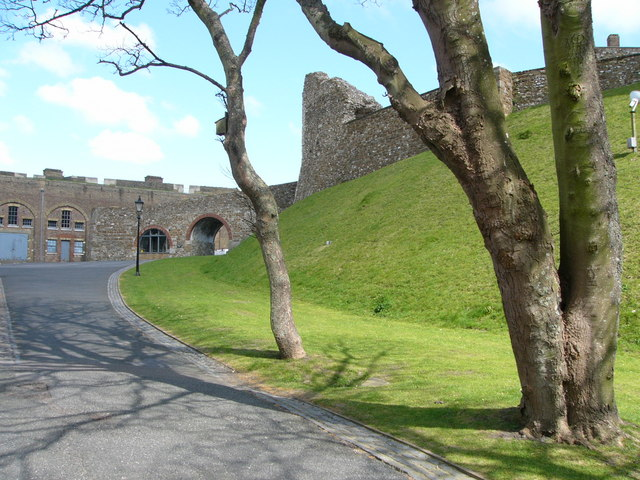
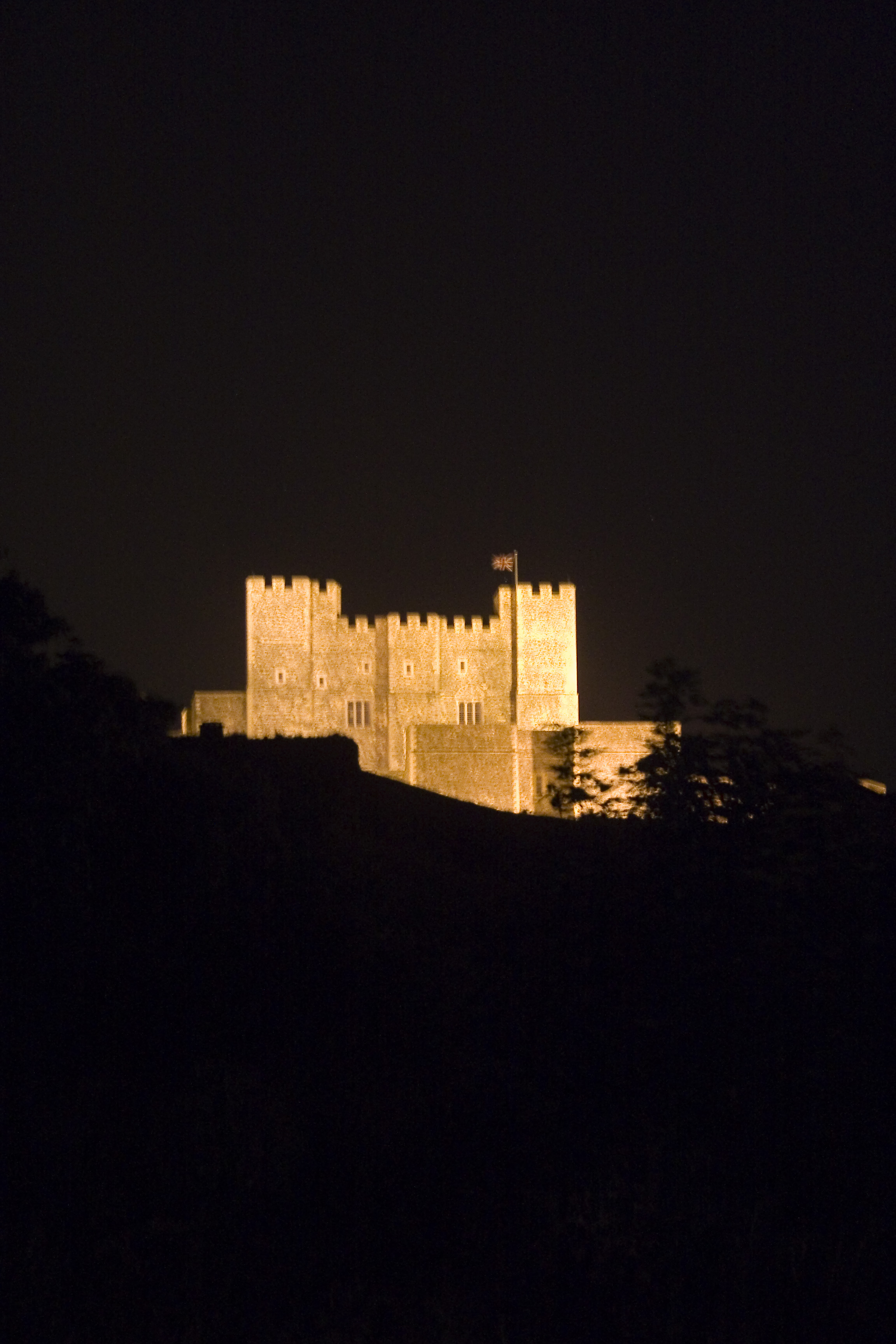

- Virtual International Authority File: 308198461